# Saxman
Saxman est une ville de l'île Revillagigedo, dans le borough de Ketchikan Gateway, dans l'État d'Alaska, aux États-Unis. Sa population était de 431 habitants selon le 22e recensement de la population américaine de 2000. Elle se situe au sud-est de Ketchikan.

## Démographie
| 1900 | 1910 | 1920 | 1930 | 1940 | 1950 |
| ---- | ---- | ---- | ---- | ---- | ---- |
| 142  | 154  | 103  | 112  | 111  | 167  |

| 1960 | 1970 | 1980 | 1990 | 2000 | 2010 |
| ---- | ---- | ---- | ---- | ---- | ---- |
| 153  | 135  | 273  | 369  | 431  | 411  |